# Средњак (Јастребарско)
Средњак су насељено место у Републици Хрватској у Загребачкој жупанији. Административно је у саставу града Јастребарског. Простире се на површини од 1,14 км2.

## Становништво
Према задњем попису становништва из 2001. године у насељу Средњак живело је 67 становника који су живели у 16 породичних домаћинстава. Густина насељености је 58,77 становника на км2
Кретање броја становника по пописима 1857—2001.
| година пописа  | 1857. | 1869. | 1880. | 1890. | 1900. | 1910. | 1921. | 1931. | 1948. | 1953. | 1961. | 1971. | 1981. | 1991. | 2001. |
| бр. становника | 84    | 102   | 101   | 105   | 106   | 113   | 95    | 87    | 79    | 93    | 94    | 85    | 79    | 68    | 67    |